# رابرت پرالگو
رابرت پرالگو (به انگلیسی: Robert Pralgo) (زاده ۴ ژوئن ۱۹۶۶) بازیگر آمریکایی است. از فیلم‌هایی که او در آن بازی کرده است، می‌توان به پرنده‌های زرد و جستجوگر اوقات فراغت اشاره کرد.